# Václav Vladivoj Tomek
Václav Vladivoj Tomek   (Hradec Králové, 31 de maig de 1818 - Nové Město, 12 de juny de 1905), fou un historiador txec.
Va estudiar el dret i la història a Praga, i des de molt jove va col·laborar amb Palacky; el 1850 per intervenció del comte Lleó de Thun, se li va atorgar la càtedra d'història d'Àustria a la Universitat de Praga, que va conservar fins al 1888, any de la seva jubilació. Per tal d'ensenyar els mètodes d'ensenyament de la història a l'estranger, va visitar París, Berlín i Gotinguen, i va organitzar, a base d'aquestes experiències, el seminari històric a la Universitat de Praga. Políticament va pertànyer al partit conservador dels vells txecs, com a partidari del programa governamental.
Va començar la seva carrera científica com a autor d'excel·lents llibres de text, manuals d'història i importants tractats:
- Manual de historia general (Praga, 1842);
- Historia de Bohèmia (1843, refós en 1850, última edició el 1898);
- Kurze Geschichte Prags (Praga, 1844);
- Breu compendi de la historia de Praga (Praga, 1845, una amplificació de l'obra precitada);
- Historia de l'Imperi austríac (Praga, 1845/51), llibre que fou introduït com a text oficial en les escoles de l'Estat;
- Manual de la historia d'Àustria (1858, a base de les seves conferencies universitàries;
- Historia moderna de Àustria (Praga, 1888), a aquesta obra si refereix l'estudi Sobre el mètode sincrònic en la historia d'Àustria (Praga, 1854).

La seva fama la va fonamentar amb Geschichte der Prager Universitat (1849) i una refosa més extensa de la mateixa obra, Història de la Universitat de Praga, en txec (Praga, 1849), d'àmplia concepció, elaborada a base d'un estudi detingut de tota la història txeca.
El 1879 va publicar la monografia Jan Žižka. L'obra vital de Tomek, que es pot comparar amb la Història del Regne de Bohèmia, de František Palacký, és la Història de la ciutat de Praga, on descriu el desenvolupament històric de la capital de Bohèmia fins al 1609, comprenent un total de 12 toms (1855-1901). El seu complement el formen les Bases de l'antiga topografia de Praga, en txec (3 t., 1866/75) i la publicació cartogràfica Mapes antics de Praga (Praga, 1892, contenint el pla de 1419 y els de 1200 i 1318). La Historia de Praga es verdaderament la de tota la nació txeca, en el seu aspecte social, cultural, econòmic, administratiu i religiós; una relació estrictament objectiva i una col·lecció exemplar de basts materials històrics. També es important el seu llibre de Memòries De la meva vida (2 t., Praga 1905/06).